# Thielert
Thielert, devenu Technify Motors puis Continental Aerospace Technologies, est un fabricant de moteurs diesel pour l'aviation légère basé en Allemagne.

## Histoire
Frank Thielert crée Thielert AG en 1989 puis Thielert Aircraft Engines GmbH (TAE) en 1999. La société développe des moteurs diesel pour l'aviation légère sur la base de moteurs diesel automobiles de Mercedes-Benz. La production démarre en 2002. Les usines sont situées à Lichtenstein/Sa. dans la Saxe et Altenbourg dans la Thuringe.
La société est en faillite et cesse ses opérations en 2008, affectant de nombreux clients dont Diamond Aircraft, Cessna ou APEX Aviation qui misaient sur ces moteurs diesel, plus économes que les moteurs essence, pour dynamiser leurs ventes.
La société est rachetée par Aviation Industry Corporation of China (AVIC) en 2013 et devient une filiale de Continental Motors, également propriété d'AVIC, sous le nom de Technify Motors GmbH. La société annonce avoir produit plus de 5000 moteurs entre 2002 et 2017.
Technify Motors GmbH change de nom et devient Continental Aerospace Technologies GmbH en 2019.

## Moteurs

### Centurion

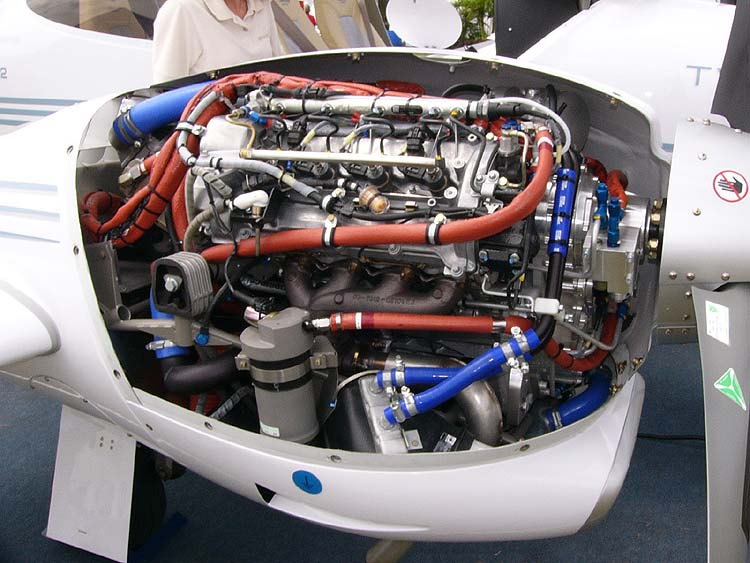
Centurion 1.7 sur Diamond DA42

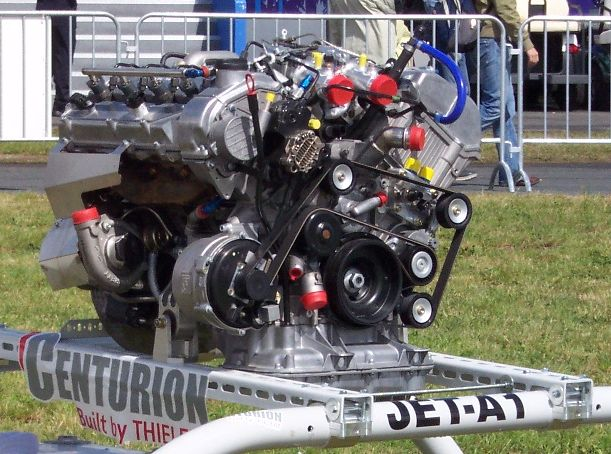
Centurion 4.0 (V8)

Les moteurs sont vendus sous le nom "Centurion" jusqu'en 2014:
Centurion 1.7 / TAE 125-01
Moteur 4 cylindres de 1 689 cm3, développant 135 ch, basé sur le moteur OM 668 Mercedes-Benz. Certifié en 2002.
Centurion 2.0 / TAE 125-02-99
Moteur 4 cylindres de 1 991 cm3, développant 135 ch, basé sur le moteur OM 640 Mercedes-Benz. Certifié en 2006.
Le moteur est commercialisé en remplacement du Centurion 1.7 (dimension et masse identiques).
Centurion 2.0S / TAE 125-02-114
Evolution du Centurion 2.0 développant 155 ch. Certifié en 2007.
Centurion 3.0
Moteur 6 cylindres en V de 2 987 cm3, développant 300 ch, basé sur le moteur OM 642 Mercedes-Benz (en). Certifié en 2017.
Centurion 4.0
Moteur 8 cylindres en V de 3 996 cm3, développant 310 ch, basé sur le moteur OM 629 Mercedes-Benz (en). Certifié en 2004.

### Continental
À la suite du rachat par AVIC, les moteurs sont vendus sous le nom "Continental" depuis 2014:
Continental CD-135
Nom marketing du Centurion 2.0.
Continental CD-155
Nom marketing du Centurion 2.0S.
Continental CD-170 / TAE 125-02-125
Evolution du Centurion 2.0S, développant 170 ch. Certifié en 2020,.
Continental CD-300
Nom marketing du Centurion 3.0.

## Utilisation
Les moteurs sont utilisés sur:
- CD-135 / Centurion 1.7 et 2.0:
  - Cessna 172 Skyhawk JT-A (STC)
  - Diamond DA40 TDI
  - Diamond DA42 TDI
  - General Atomics MQ-1C Grey Eagle, drone
  - Robin DR-400 135 TDI Ecoflyer

- CD-155 / Centurion 2.0S:
  - Airbus Helicopters VSR700, drone
  - Piper PA-28 Archer DX
  - Robin DR400 155 TDI Ecoflyer
  - TAI Anka, drone

- CD-170:
  - Tecnam P2010 TDI

- CD-300 / Centurion 3.0:
  - Diamond DA50

- Centurion 4.0:
  - Airlander 10, ballon dirigeable
  - Cessna 206 (STC)
  - Cirrus SR22 (STC)
  - HPA TT62 (de)